# Ejército medieval serbio
El ejército medieval serbio era bien conocido por su fuerza y fue uno de los mayores ejércitos de los Balcanes antes de la expansión otomana. 
Antes del siglo XIV, el ejército se componía de caballería de estilo bizantino (Vlastela) armados con arcos y lanzas (sustituido con ballestas en el siglo XIV) y de infantería armados con lanzas, jabalinas y arcos. Con el crecimiento económico de la minería, los caballeros mercenarios de otros países, fueron reclutados para finalizar y aumentar la eficacia del ejército. El ejército luchaba la mayor parte en las montañas de los Balcanes.

## Historia
Presian I de Bulgaria invadió territorio serbio entre 839-842 (Guerras Búlgaro-Serbias), cuando los búlgaros se sintieron amenazados por la expansión de los serbios, con quienes compartían frontera. La invasión condujo a una guerra de 3 años entre ambos, tras la que Presian no logró mayor avance territorial, siendo derrotado y perdiendo muchos de sus hombres. El ejército de Vlastimir, en cambio, logró penetrar hacia el oeste, tomando el sureste y noreste de Herzegovina (Hum). Sin embargo Braničevo, Morava, Timok, Vardar y Podrimlje cayeron posteriormente en manos búlgaras.
Después de la muerte Vlastimir alrededor de 850 el estado fue dividido entre sus hijos. Boris I de Bulgaria deseó aprovechar la oportunidad y restaurar sus posiciones después de las acciones fracasadas contra los croatas y su invasión a Serbia. El principal objetivo era reemplazar la influencia bizantina sobre el pequeño estado eslavo con uno búlgaro, pero él fue derrotado una vez más: los serbios capturaron a su hijo Vladimir y a doce grandes boyardos, Borís, que estaba preocupado por su hijo firmó la paz con los serbios. A comienzos del siglo X Simeón I de Bulgaria lanzó varias campañas contra los serbios que estaban actuando como aliados bizantinos y para 925 él logró conquistar a Serbia por completo, pero el dominio búlgaro duro poco.
El reino serbio fue un vasallo de Bizancio, pero a partir de mediados del siglo X comenzó a hacer valer su independencia, expulsando a los bizantinos y los búlgaros alrededor de 950, pero las guerras de sucesión por el trono serbio llevaron a su reincorporación en el Imperio bizantino en 971. Samuel de Bulgaria sometió a los serbios por segunda vez en 998 después de haber vencido a su gobernante Jovan Vladimir. La victoria bizantino sobre los búlgaros en 1014 supuso de nuevo el sometimiento de Serbia por Basilio II. Alrededor de 1040 una rebelión centrada en los territorios costeros derrocó la dominación bizantina, pero la compleja política de la sucesión serbia aseguró que los bizantinos fueran capaces de volver a establecer el control de nuevo. Para 1163, el emperador bizantino Manuel I Comneno tenía suficiente control para decidir la sucesión, sin embargo mediante el nombramiento de un Tihomir como el Gran Príncipe de Rascia (el territorio principal de Serbia) sin saberlo puso en marcha la independencia serbia. El hermano de Tihomir Nemanja tenía la esperanza de obtener el cargo más alto y convenció a Manuel para darle una porción del país y gobernar por su cuenta. Escuadrones serbios de Nemanja combatieron en el ejército bizantino en 1164 en Srem durante la guerra contra el Reino de Hungría, pero en 1166-1168 Nemanja se rebeló contra su hermano mayor, él destituyó y lo envió al exilio.
El emperador bizantino reunió un ejército de mercenarios para Tihomir que Nemanja derrotó en la batalla de Pantino. En 1172, Nemanja se unió a la coalición anti-bizantino con el Reino de Hungría, la República de Venecia y el Sacro Imperio Romano Germánico pero finalmente los serbios perdieron ante el Imperio bizantino, lo que llevó a Nemanja a jurar lealtad a Manuel I - aunque esto sólo duró mientras Manuel vivía, por lo que en 1180 Nemanja declaró su independencia una vez más, esta vez con la aceptación de Constantinopla - aunque esto no duró mucho. A través de los siglos XIII y XIV la dinastía de Nemanja estableció su dominio sobre todos los territorios serbios. Los serbios también tuvieron que albergar a los ejércitos cruzados en su camino a Tierra Santa, teniendo que cargar las guerras contra los bizantinos, húngaros, búlgaros, y también con otros reinos serbios.
Serbia se convirtió brevemente en una superpotencia militar durante la mitad del siglo XIV bajo Esteban Uroš IV Dušan (1331-55), quien logró conquistar un imperio - en gran parte a expensas de los bizantinos - que incluía a Macedonia, Albania, Epiro y Tesalia, extendiéndose desde los ríos Drina y Danubio hacia el sur y el golfo de Patras y los montes Ródope hacia el este para 1350. Él puso su mirada en la misma Constantinopla, dividiendo sus dominios en «Serbia» y «Romania», y después de 1345, llamarse a sí mismo emperador (zar) de las tierras griegas de Romania; Él incluso modeló su corte a la de Constantinopla, llamando a sus oficiales con títulos bizantinos, como césar, déspota, sebastocrátor y logotet (logoteta). 
Sin embargo, después de su muerte el imperio se desintegró con su sucesor Esteban Uroš V (1355-1371). Un cronista bizantino observó con evidente satisfacción que la nobleza serbia pronto se dividió en «10.0000 facciones», mientras que Juan VI Cantacuceno escribió que el imperio de Dušan cayó «en mil pedazos».
Los principales despotados individuales, como se les llamaba, que resultaron de esta desintegración estaban basadas en Serres, Prilep, Skopie, Trikala, Ioannina, Epiro, Kosovo y Kyustendil (Velbazhd, en poder de la dinastía búlgara).
Prilep tomó preeminencia en el sur, hasta la derrota y muerte en 1371 de su déspota Vukasin Mrnjavčević (hecho rey y cogobernante de Serbia por Esteban Uroš V c. 1365) a manos de los otomanos permitió a Esteban Lazar tomar el control - a un mayor o menor grado - de la mayor parte del país, especialmente después de la derrota en 1373 de su rival más poderoso, el župan Nikola Altomanović. Lazar dirigió a los serbios en una de sus únicas victorias importantes sobre los otomanos, en 1386, a pesar de que fue menos éxito en Kosovo en 1389, en el cual perdió su vida. Su hijo Esteban Lazarević le sucedió, pero como un vasallo otomano que reconocería la soberanía del sultán. Él reinó hasta 1427, para ser sucedido a su vez por su primo Đurađ Branković, del cual el sultán desconfiaba hasta el punto de enviar varias expediciones de castigo contra el Despotado serbio, incluyendo la que casi lo aniquiló por completo en 1439. La conquista final de Serbia fue en junio de 1459, cuando su última capital, Smederevo, cayó en manos de los otomanos, por lo que su déspota se exilió a Hungría.

## Organización

### Caballeros
El núcleo del ejército se componía de caballería noble (Vlastela) armados con lanzas y arcos al estilo bizantino. Esta arma fue complementada cada vez más por caballeros de estilo occidental. Sobre todo alemanes durante el reinado de Dusan.

### Caballería ligera
La caballería ligera era provista por húngaros, cumanos e incluso mercenarios tártaros. En tiempos posteriores los gusars serbios armados con lanzas se hicieron cargo de esta función. Utilizaron a la caballería ligera como exploradores, hostigadores o fuera de los flancos.

### Infantería
La infantería incluía tropas ligeramente armadas con jabalinas, aunque el arco y la ballesta se convirtieron en el arma de infantería más importantes en el siglo XIV.